# Нытва (река)
Ны́тва (от коми ныт — зелёная, ва — вода) — река в России, протекает в Пермском крае. Устье реки находится в 586 км по правому берегу Воткинского водохранилища (Нытвинский залив) на Каме. Длина реки составляет 67 км, площадь водосборного бассейна — 832 км².

## География
Исток реки у деревни Зайцы в 4 км к югу от центра города Верещагино, выше 153 м над уровнем моря. Верхнее течение реки находится в Верещагинском районе, среднее — в Очёрском районе, а нижнее — в Нытвенском. В верховьях река протекает по юго-восточным пригородам города Верещагино, а в нижнем течении на ней стоит город Нытва, где на реке образовано водохранилище, известное как «Нытвенский пруд» для нужд Нытвенского металлургического завода. Долина река плотно заселена, помимо городов река протекает большое число сёл и деревень, крупнейшие из которых Бородули (Верещагинский район), Дворец (Очёрский район), Шумиха (Нытвенский район). Впадет в Нытвенский залив Воткинского водохранилища на Каме у села Усть-Нытва. Высота устья — 89,0 м над уровнем моря.

### Притоки
(указано расстояние от устья)
- 7,8 км: река Малая Шерья (пр)
- 13 км: река Шерья (лв)
- 31 км: река Нижняя Рассоха (лв)
- 31 км: река Средняя Рассоха (лв)
- 49 км: река Саломатка (пр)

## Данные водного реестра
По данным государственного водного реестра России, относится к Камскому бассейновому округу, водохозяйственный участок реки — Кама от Камского гидроузла до Воткинского гидроузла, речной подбассейн реки — бассейны притоков Камы до впадения Белой. Речной бассейн реки — Кама.
Код объекта в государственном водном реестре — 10010101012111100014233.